# Zegar ciemniowy

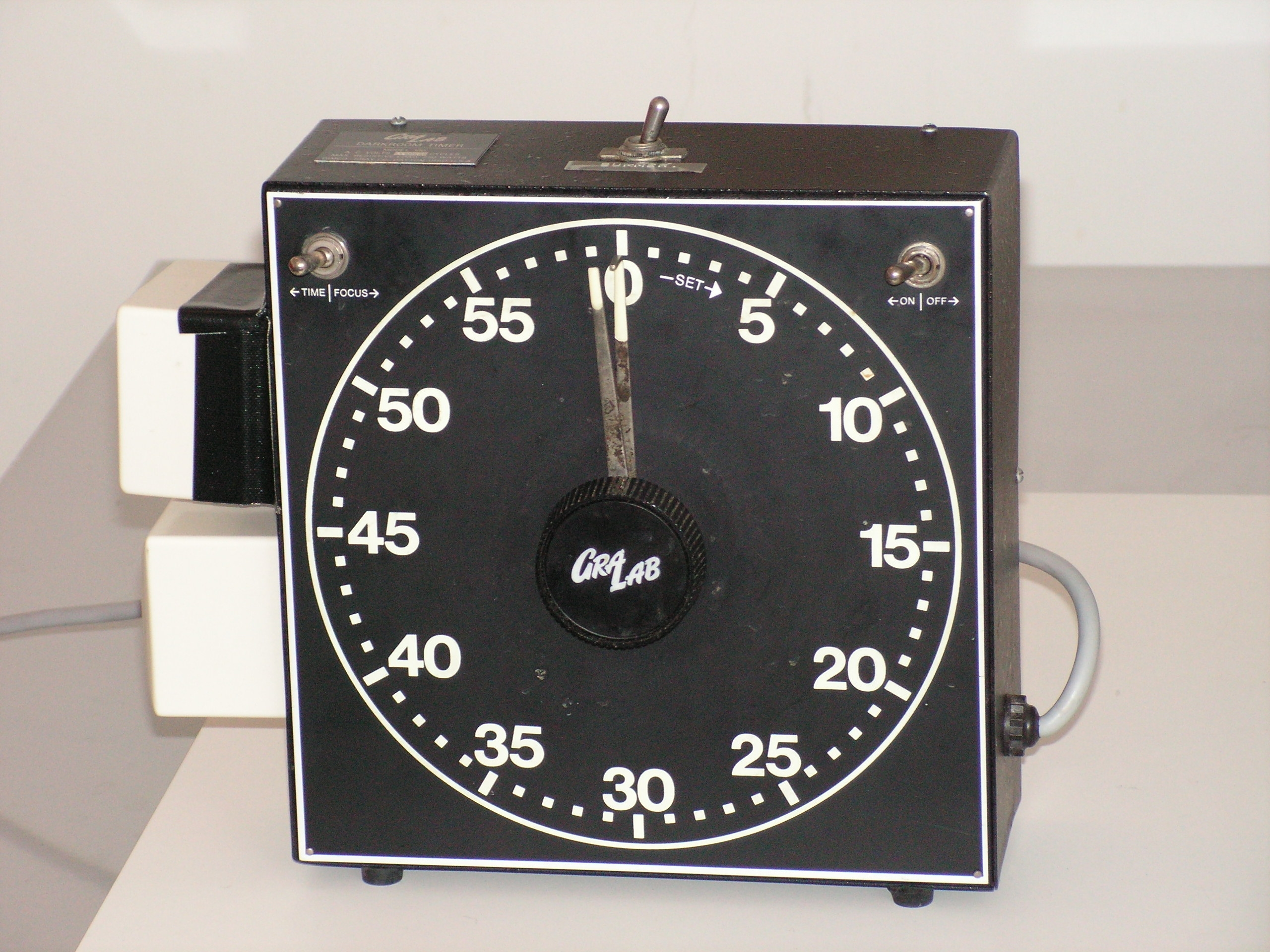
Zegar ciemniowy

Zegar ciemniowy – element wyposażenia ciemni fotograficznej służący do precyzyjnej regulacji czasu działania lampy w powiększalniku.
Urządzenie ustawia się zazwyczaj szeregowo pomiędzy źródłem prądu i powiększalnikiem, w miejscu dogodnym do operowania nim, czyli gdzieś na stole obok powiększalnika. Służy nie tylko do wykonywania naświetleń, ale również do włączania światła stałego w powiększalniku na czas kadrowania. Niegdyś były to urządzenia elektromechaniczne z mechanizmem zegarowym, obecnie wyłącznie elektroniczne. Z dodatkowych opcji zegar może posiadać pamięć ustawień.
Zegar ciemniowy powinien posiadać konstrukcję odporną na agresywne środowisko chemiczne panujące w ciemni, obudowę ciemną, a ewentualny wyświetlacz barwy czerwonej lub bursztynowej dla ochrony materiałów światłoczułych. Wiele zegarów ciemniowych, także współczesnych, nie posiada zresztą w ogóle wyświetlaczy, natomiast cechą charakterystyczną tych urządzeń są pokrętła z klikiem umożliwiające ustawianie zegara na słuch. Zamiast jednego, może do tego celu służyć nawet więcej pokręteł, np. dla ustawiania sekund, ich dziesiątek oraz setek.